# Saison 1993-1994 de la LNH
Saison précédente Saison suivante
La saison 1993-1994 est la 77e saison régulière de la Ligue nationale de hockey. Vingt-six équipes jouent chacune 84 matchs. Les North Stars du Minnesota déménagent à Dallas et deviennent les Stars de Dallas et deux nouvelles franchises font leur apparition dans la ligue : les Mighty Ducks d'Anaheim et les Panthers de la Floride. 

## Saison régulière
Après l'arrivée des Sharks de San José en 1991 puis des Sénateurs d'Ottawa et du Lightning de Tampa Bay en 1992, la ligue s'agrandit pour la troisième saison consécutive avec l'arrivée de deux nouvelles franchises : les Mighty Ducks d'Anaheim et les Panthers de la Floride. Ces arrivées sont accompagnées d'un repêchage d'expansion qui permet aux deux équipes de choisir des joueurs dans chacune des 24 autres franchises de la ligue. Une autre nouvelle équipe apparaît avec la relocalisation des North Stars du Minnesota qui déménagent et deviennent les Stars de Dallas.
Le nouveau commissaire de la LNH, Gary Bettman, décide de rendre la ligue plus accessible aux non-initiés et pour cela, il décide d'abandonner les anciens noms des associations et des divisions peu parlants pour adopter des termes géographiques. L'association Campbell devient l'association de l'Ouest et les divisions Norris et Smythe deviennent les divisions Centrale et Pacifique ; l'association Prince de Galles devient, quant à elle, l'association de l'Est et les divisions Adams et Patrick qui la composent deviennent respectivement les divisions Nord-Est et Atlantique.
Le second changement notable concerne la qualification pour les séries éliminatoires. Auparavant, les quatre premiers de chaque division étaient qualifiés d'office. Désormais, afin de ne pas avantager les équipes des divisions plus faibles, les huit premiers de chaque association sont qualifiés avec ; les vainqueurs de division sont classées aux deux premières places puis viennent les six équipes suivantes classées par ordre de points.

### Classements finaux
- Pour les significations des abréviations, voir statistiques du hockey sur glace.
- Les franchises qualifiées pour les séries éliminatoires sont indiquées dans des lignes de couleur.

| Clt   | Équipe                 | Division   | PJ | V  | D  | N  | BP  | BC  | Pts |
| ----- | ---------------------- | ---------- | -- | -- | -- | -- | --- | --- | --- |
| +001, | Rangers de New York    | Atlantique | 84 | 52 | 24 | 8  | 299 | 231 | 112 |
| +002, | Devils du New Jersey   | Atlantique | 84 | 47 | 25 | 12 | 306 | 220 | 106 |
| +003, | Penguins de Pittsburgh | Nord-Est   | 84 | 44 | 27 | 13 | 299 | 285 | 101 |
| +004, | Bruins de Boston       | Nord-Est   | 84 | 42 | 29 | 13 | 289 | 252 | 97  |
| +005, | Canadiens de Montréal  | Nord-Est   | 84 | 41 | 29 | 14 | 283 | 248 | 96  |
| +006, | Sabres de Buffalo      | Nord-Est   | 84 | 43 | 32 | 9  | 282 | 218 | 95  |
| +007, | Capitals de Washington | Atlantique | 84 | 39 | 35 | 10 | 277 | 263 | 88  |
| +008, | Islanders de New York  | Atlantique | 84 | 36 | 36 | 12 | 282 | 264 | 84  |
| +009, | Panthers de la Floride | Atlantique | 84 | 32 | 34 | 17 | 233 | 233 | 83  |
| +010, | Flyers de Philadelphie | Atlantique | 84 | 35 | 39 | 10 | 294 | 314 | 80  |
| +011, | Nordiques de Québec    | Nord-Est   | 84 | 34 | 42 | 8  | 277 | 292 | 76  |
| +012, | Lightning de Tampa Bay | Atlantique | 84 | 30 | 43 | 11 | 224 | 251 | 71  |
| +013, | Whalers de Hartford    | Nord-Est   | 84 | 27 | 48 | 9  | 227 | 288 | 63  |
| +014, | Sénateurs d'Ottawa     | Nord-Est   | 84 | 14 | 61 | 9  | 201 | 397 | 37  |

| Clt   | Équipe                 | Division  | PJ | V  | D  | N  | BP  | BC  | Pts |
| ----- | ---------------------- | --------- | -- | -- | -- | -- | --- | --- | --- |
| +001, | Red Wings de Détroit   | Centrale  | 84 | 46 | 30 | 8  | 356 | 275 | 100 |
| +002, | Maple Leafs de Toronto | Centrale  | 84 | 43 | 29 | 12 | 280 | 243 | 98  |
| +003, | Flames de Calgary      | Pacifique | 84 | 42 | 29 | 13 | 302 | 256 | 97  |
| +004, | Stars de Dallas        | Centrale  | 84 | 42 | 29 | 13 | 286 | 256 | 97  |
| +005, | Blues de Saint-Louis   | Centrale  | 84 | 40 | 33 | 11 | 270 | 283 | 91  |
| +006, | Blackhawks de Chicago  | Centrale  | 84 | 39 | 36 | 9  | 254 | 240 | 87  |
| +007, | Canucks de Vancouver   | Pacifique | 84 | 41 | 40 | 3  | 279 | 276 | 85  |
| +008, | Sharks de San José     | Pacifique | 84 | 33 | 35 | 16 | 252 | 265 | 82  |
| +009, | Mighty Ducks d'Anaheim | Pacifique | 84 | 33 | 46 | 5  | 229 | 251 | 71  |
| +010, | Kings de Los Angeles   | Pacifique | 84 | 27 | 45 | 12 | 294 | 322 | 66  |
| +011, | Oilers d'Edmonton      | Pacifique | 84 | 25 | 45 | 14 | 261 | 305 | 64  |
| +012, | Jets de Winnipeg       | Centrale  | 84 | 24 | 51 | 9  | 245 | 344 | 57  |

- Champion de la saison régulière
- Qualifié pour les séries éliminatoires

### Meilleurs pointeurs
| Joueur           | Équipe       | PJ | B  | A  | Pts | Pun |
| ---------------- | ------------ | -- | -- | -- | --- | --- |
| Wayne Gretzky    | Los Angeles  | 81 | 38 | 92 | 130 | 20  |
| Sergueï Fiodorov | Détroit      | 82 | 56 | 64 | 120 | 34  |
| Adam Oates       | Boston       | 77 | 32 | 80 | 112 | 45  |
| Doug Gilmour     | Toronto      | 83 | 27 | 84 | 111 | 105 |
| Jeremy Roenick   | Chicago      | 84 | 46 | 61 | 107 | 86  |
| Pavel Bure       | Vancouver    | 74 | 60 | 47 | 107 | 125 |
| Mark Recchi      | Philadelphie | 84 | 40 | 67 | 107 | 46  |
| Brendan Shanahan | St. Louis    | 81 | 52 | 50 | 102 | 211 |
| Jaromír Jágr     | Pittsburgh   | 80 | 32 | 67 | 99  | 61  |
| Dave Andreychuk  | Toronto      | 83 | 53 | 46 | 99  | 98  |

## Séries éliminatoires de la Coupe Stanley

### Tableau récapitulatif
|  | Quarts de finale d'association | Quarts de finale d'association | Quarts de finale d'association |   |            | Demi-finales d'association | Demi-finales d'association | Demi-finales d'association |  |   | Finales d'association | Finales d'association | Finales d'association |  |   | Finale de la Coupe Stanley | Finale de la Coupe Stanley | Finale de la Coupe Stanley |
|  |                                |                                |                                |   |            |                            |                            |                            |  |   |                       |                       |                       |  |   |                            |                            |                            |
|  | 1                              | Rangers de New York            | 4                              |   |            |                            |                            |                            |  |   |                       |                       |                       |  |   |                            |                            |                            |
|  | 8                              | Islanders de New York          | 0                              |   |            |                            |                            |                            |  |   |                       |                       |                       |  |   |                            |                            |                            |
|  | 8                              | Islanders de New York          | 0                              |   | 1          | Rangers de New York        | 4                          |                            |  |   |                       |                       |                       |  |   |                            |                            |                            |
|  |                                |                                |                                |   | 1          | Rangers de New York        | 4                          |                            |  |   |                       |                       |                       |  |   |                            |                            |                            |
|  |                                | 7                              | Washington                     | 1 |            |                            |                            |                            |  |   |                       |                       |                       |  |   |                            |                            |                            |
|  | 2                              | 7                              | Washington                     | 1 | Pittsburgh | 2                          |                            |                            |  |   |                       |                       |                       |  |   |                            |                            |                            |
|  | 2                              |                                |                                |   | Pittsburgh | 2                          |                            |                            |  |   |                       |                       |                       |  |   |                            |                            |                            |
|  | 7                              | Washington                     | 4                              |   |            |                            |                            |                            |  |   |                       |                       |                       |  |   |                            |                            |                            |
|  | 7                              | Washington                     | 4                              |   |            |                            |                            |                            |  | 1 | Rangers de New York   | 4                     |                       |  |   |                            |                            |                            |
|  | Association de l'Est           |                                |                                |   |            |                            |                            |                            |  | 1 | Rangers de New York   | 4                     |                       |  |   |                            |                            |                            |
|  |                                | 3                              | New Jersey                     | 3 |            |                            |                            |                            |  |   |                       |                       |                       |  |   |                            |                            |                            |
|  | 3                              | 3                              | New Jersey                     | 3 | New Jersey | 4                          |                            |                            |  |   |                       |                       |                       |  |   |                            |                            |                            |
|  | 3                              |                                |                                |   | New Jersey | 4                          |                            |                            |  |   |                       |                       |                       |  |   |                            |                            |                            |
|  | 6                              | Buffalo                        | 3                              |   |            |                            |                            |                            |  |   |                       |                       |                       |  |   |                            |                            |                            |
|  | 6                              | Buffalo                        | 3                              |   | 3          | New Jersey                 | 4                          |                            |  |   |                       |                       |                       |  |   |                            |                            |                            |
|  |                                |                                |                                |   | 3          | New Jersey                 | 4                          |                            |  |   |                       |                       |                       |  |   |                            |                            |                            |
|  |                                | 4                              | Boston                         | 2 |            |                            |                            |                            |  |   |                       |                       |                       |  |   |                            |                            |                            |
|  | 4                              | 4                              | Boston                         | 2 | Boston     | 4                          |                            |                            |  |   |                       |                       |                       |  |   |                            |                            |                            |
|  | 4                              |                                |                                |   | Boston     | 4                          |                            |                            |  |   |                       |                       |                       |  |   |                            |                            |                            |
|  | 5                              | Montréal                       | 3                              |   |            |                            |                            |                            |  |   |                       |                       |                       |  |   |                            |                            |                            |
|  | 5                              | Montréal                       | 3                              |   |            |                            |                            |                            |  |   |                       |                       |                       |  | 1 | Rangers de New York        | 4                          |                            |
|  |                                |                                |                                |   |            |                            |                            |                            |  |   |                       |                       |                       |  | 1 | Rangers de New York        | 4                          |                            |
|  |                                | 7                              | Vancouver                      | 3 |            |                            |                            |                            |  |   |                       |                       |                       |  |   |                            |                            |                            |
|  | 1                              | 7                              | Vancouver                      | 3 | Détroit    | 3                          |                            |                            |  |   |                       |                       |                       |  |   |                            |                            |                            |
|  | 1                              |                                |                                |   | Détroit    | 3                          |                            |                            |  |   |                       |                       |                       |  |   |                            |                            |                            |
|  | 8                              | San José                       | 4                              |   |            |                            |                            |                            |  |   |                       |                       |                       |  |   |                            |                            |                            |
|  | 8                              | San José                       | 4                              |   | 3          | Toronto                    | 4                          |                            |  |   |                       |                       |                       |  |   |                            |                            |                            |
|  |                                |                                |                                |   | 3          | Toronto                    | 4                          |                            |  |   |                       |                       |                       |  |   |                            |                            |                            |
|  |                                | 8                              | San José                       | 3 |            |                            |                            |                            |  |   |                       |                       |                       |  |   |                            |                            |                            |
|  | 2                              | 8                              | San José                       | 3 | Calgary    | 3                          |                            |                            |  |   |                       |                       |                       |  |   |                            |                            |                            |
|  | 2                              |                                |                                |   | Calgary    | 3                          |                            |                            |  |   |                       |                       |                       |  |   |                            |                            |                            |
|  | 7                              | Vancouver                      | 4                              |   |            |                            |                            |                            |  |   |                       |                       |                       |  |   |                            |                            |                            |
|  | 7                              | Vancouver                      | 4                              |   |            |                            |                            |                            |  | 3 | Toronto               | 1                     |                       |  |   |                            |                            |                            |
|  | Association de l'Ouest         |                                |                                |   |            |                            |                            |                            |  | 3 | Toronto               | 1                     |                       |  |   |                            |                            |                            |
|  |                                | 7                              | Vancouver                      | 4 |            |                            |                            |                            |  |   |                       |                       |                       |  |   |                            |                            |                            |
|  | 3                              | 7                              | Vancouver                      | 4 | Toronto    | 4                          |                            |                            |  |   |                       |                       |                       |  |   |                            |                            |                            |
|  | 3                              |                                |                                |   | Toronto    | 4                          |                            |                            |  |   |                       |                       |                       |  |   |                            |                            |                            |
|  | 6                              | Chicago                        | 2                              |   |            |                            |                            |                            |  |   |                       |                       |                       |  |   |                            |                            |                            |
|  | 6                              | Chicago                        | 2                              |   | 4          | Dallas                     | 1                          |                            |  |   |                       |                       |                       |  |   |                            |                            |                            |
|  |                                |                                |                                |   | 4          | Dallas                     | 1                          |                            |  |   |                       |                       |                       |  |   |                            |                            |                            |
|  |                                | 7                              | Vancouver                      | 4 |            |                            |                            |                            |  |   |                       |                       |                       |  |   |                            |                            |                            |
|  | 4                              | 7                              | Vancouver                      | 4 | Dallas     | 4                          |                            |                            |  |   |                       |                       |                       |  |   |                            |                            |                            |
|  | 4                              |                                |                                |   | Dallas     | 4                          |                            |                            |  |   |                       |                       |                       |  |   |                            |                            |                            |
|  | 5                              | Saint-Louis                    | 0                              |   |            |                            |                            |                            |  |   |                       |                       |                       |  |   |                            |                            |                            |

### Finale de Coupe Stanley
Les Rangers remportent la coupe Stanley pour la première fois depuis 54 ans et Brian Leetch gagne le trophée Conn-Smythe.
| 31 mai | Rangers de New York | 2-3 (pr) (1-0, 0-0, 1-2, 0-1) | Canucks de Vancouver | Madison Square Garden 18 200 spectateurs |

| Feuille de match | Feuille de match                                                               | Feuille de match    | Feuille de match                                                                                              | Feuille de match |
| ---------------- | ------------------------------------------------------------------------------ | ------------------- | --- | ---------------- |
|                  | Larmer (Kovaliov, Leetch) — 3 min 32 s Kovaliov (Leetch, Zoubov) — 48 min 29 s | 1-0 1-1 2-1 2-2 2-3 | Hedican (Adams, Lumme) — 45 min 45 s Gélinas (Ronning, Momesso) — 59 min Adams (Boure, Ronning) — 79 min 26 s |                  |
| Richter          | Gardiens                                                                       | McLean              | |                  |
|                  |                                                                                |                     | |                  |
| 54               | Tirs                                                                           | 31                  | |                  |

| 2 juin | Rangers de New York | 3-1 (1-1, 1-0, 1-0) | Canucks de Vancouver | Madison Square Garden 18 200 spectateurs |

| Feuille de match | Feuille de match                                                                     | Feuille de match | Feuille de match                        | Feuille de match |
| ---------------- | ------------------------------------------------------------------------------------ | ---------------- | --------------------------------------- | ---------------- |
|                  | Lidster — 6 min 22 s Anderson (Messier) — 31 min 42 s (IN) Leetch — 59 min 55 s (CV) | 1-0 1-1 2-1 3-1  | Momesso (Ronning, Hedican) — 14 min 4 s |                  |
| Richter          | Gardiens                                                                             | McLean           |                                         |                  |
|                  |                                                                                      |                  |                                         |                  |
| 40               | Tirs                                                                                 | 29               |                                         |                  |

| 4 juin | Canucks de Vancouver | 1-5 (1-2, 0-1, 0-2) | Rangers de New York | Pacific Coliseum 16 150 spectateurs |

| Feuille de match | Feuille de match                  | Feuille de match        | Feuille de match | Feuille de match |
| ---------------- | --------------------------------- | ----------------------- | --- | ---------------- |
|                  | Boure (Linden, Adams) — 1 min 3 s | 1-0 1-1 1-2 1-3 1-4 1-5 | Leetch — 13 min 29 s Anderson (Nemtchinov, Beukeboom) — 19 min 19 s Leetch (Tikkanen, Beukeboom) — 38 min 32 s Larmer — 40 min 25 s Kovaliov (Graves, Messier) — 53 min 3 s (SN) |                  |
| McLean           | Gardiens                          | Richter                 | |                  |
|                  |                                   |                         | |                  |
| 25               | Tirs                              | 25                      | |                  |

| 7 juin | Canucks de Vancouver | 2-4 (2-0, 0-2, 0-2) | Rangers de New York | Pacific Coliseum 16 150 spectateurs |

| Feuille de match | Feuille de match                                                               | Feuille de match        | Feuille de match | Feuille de match |
| ---------------- | ------------------------------------------------------------------------------ | ----------------------- | --- | ---------------- |
|                  | Linden (Lumme, Brown) — 13 min 25 s (SN) Ronning (Boure, Craven) — 16 min 19 s | 1-0 2-0 2-1 2-2 2-3 2-4 | Leetch (MacTavish, Gilbert) — 24 min 3 s Zoubov (Messier, Leetch) — 39 min 44 s (SN) Kovaliov (Leetch, Zoubov) — 55 min 5 s (SN) Larmer (Zoubov, Leetch) — 57 min 56 s |                  |
| McLean           | Gardiens                                                                       | Richter                 | |                  |
|                  |                                                                                |                         | |                  |
| 30               | Tirs                                                                           | 27                      | |                  |

| 9 juin | Rangers de New York | 3-6 (0-0, 0-1, 3-5) | Canucks de Vancouver | Madison Square Garden 18 200 spectateurs |

| Feuille de match | Feuille de match | Feuille de match                    | Feuille de match | Feuille de match |
| ---------------- | --- | ----------------------------------- | --- | ---------------- |
|                  | Lidster (Kovaliov) — 43 min 27 s Larmer (Matteau, Nemtchinov) — 46 min 20 s Messier (Anderson, Graves) — 49 min 2 s | 0-1 0-2 0-3 1-3 2-3 3-3 3-4 3-5 3-6 | Brown (Ronning) — 28 min 10 s Courtnall (Lafayette, Hedican) — 40 min 26 s Boure (Craven) — 42 min 48 s Babych (Boure) — 49 min 31 s Courtnall (Lafayette, Lumme) — 52 min 20 s Boure (Ronning, Hedican) — 53 min 4 s |                  |
| Richter          | Gardiens | McLean                              | |                  |
|                  | |                                     | |                  |
| 38               | Tirs | 37                                  | |                  |

| 11 juin | Canucks de Vancouver | 4-1 (1-0, 1-1, 2-0) | Rangers de New York | Pacific Coliseum 16 150 spectateurs |

| Feuille de match | Feuille de match | Feuille de match    | Feuille de match                             | Feuille de match |
| ---------------- | --- | ------------------- | -------------------------------------------- | ---------------- |
|                  | Brown (Linden) — 9 min 42 s (SN) Courtnall (Lumme, Bure) — 32 min 29 s Brown — 48 min 35 s Courtnall (Lafayette, Diduck) — 58 min 28 s | 1-0 2-0 2-1 3-1 4-1 | Kovalev (Messier, Leetch) — 34 min 42 s (SN) |                  |
| McLean           | Gardiens | Richter             |                                              |                  |
|                  | |                     |                                              |                  |
| 31               | Tirs | 29                  |                                              |                  |

| 14 juin | Rangers de New York | 3-2 (2-0, 1-1, 0-1) | Canucks de Vancouver | Madison Square Garden 18 200 spectateurs |

| Feuille de match | Feuille de match | Feuille de match    | Feuille de match                                                                       | Feuille de match |
| ---------------- | --- | ------------------- | -------------------------------------------------------------------------------------- | ---------------- |
|                  | Leetch (Zubov, Messier) — 11 min 2 s Graves (Kovalev, Zubov) — 14 min 45 s (SN) Messier (Graves, Noonan) — 33 min 29 s (SN) | 1-0 2-0 2-1 3-1 3-2 | Linden (Glynn, Bure) — 25 min 21 s (IN) Linden (Courtnall, Ronning) — 44 min 50 s (SN) |                  |
| Richter          | Gardiens | McLean              |                                                                                        |                  |
|                  | |                     |                                                                                        |                  |
| 35               | Tirs | 30                  |                                                                                        |                  |

## Récompenses

### Trophées
| Trophée                      | Vainqueur                      | Équipe                         |
| ---------------------------- | ------------------------------ | ------------------------------ |
| Trophée Calder               | Martin Brodeur                 | Devils du New Jersey           |
| Trophée Lester-B.-Pearson    | Sergueï Fiodorov               | Red Wings de Détroit           |
| Trophée Art-Ross             | Wayne Gretzky                  | Kings de Los Angeles           |
| Trophée Hart                 | Sergueï Fiodorov               | Red Wings de Détroit           |
| Trophée Conn-Smythe          | Brian Leetch                   | Rangers de New York            |
| Trophée Bill-Masterton       | Cam Neely                      | Bruins de Boston               |
| Trophée Frank-J.-Selke       | Sergueï Fiodorov               | Red Wings de Détroit           |
| Trophée Jack-Adams           | Jacques Lemaire                | Devils du New Jersey           |
| Trophée James-Norris         | Raymond Bourque                | Bruins de Boston               |
| Trophée King-Clancy          | Adam Graves                    | Rangers de New York            |
| Trophée Lady Byng            | Wayne Gretzky                  | Kings de Los Angeles           |
| Trophée Lester-Patrick       | Wayne Gretzky et Robert Ridder | Wayne Gretzky et Robert Ridder |
| Trophée Vézina               | Dominik Hašek                  | Sabres de Buffalo              |
| Trophée William-M.-Jennings  | Dominik Hašek Grant Fuhr       | Sabres de Buffalo              |
| Trophée plus-moins de la LNH | Scott Stevens                  | Devils du New Jersey           |

| Trophée                      | Équipe               |
| ---------------------------- | -------------------- |
| Trophée Clarence-S.-Campbell | Canucks de Vancouver |
| Trophée Prince de Galles     | Rangers de New York  |
| Trophée des présidents       | Rangers de New York  |
| Coupe Stanley                | Rangers de New York  |

### Équipes d'étoiles

#### Première et deuxième équipe
| Position       | Première équipe  | Première équipe      | Deuxième équipe    | Deuxième équipe        |
| Position       | Joueur           | Équipe               | Joueur             | Équipe                 |
| -------------- | ---------------- | -------------------- | ------------------ | ---------------------- |
| Gardien de but | Dominik Hašek    | Sabres de Buffalo    | John Vanbiesbrouck | Panthers de la Floride |
| Défenseur      | Raymond Bourque  | Bruins de Boston     | Brian Leetch       | Rangers de New York    |
| Défenseur      | Scott Stevens    | Devils du New Jersey | Al MacInnis        | Flames de Calgary      |
| Ailier gauche  | Brendan Shanahan | Blues de Saint-Louis | Adam Graves        | Rangers de New York    |
| Centre         | Sergueï Fiodorov | Red Wings de Détroit | Wayne Gretzky      | Kings de Los Angeles   |
| Ailier droit   | Pavel Boure      | Canucks de Vancouver | Cam Neely          | Bruins de Boston       |

#### Équipe des recrues
| Position       | Joueur         | Équipe                 |
| -------------- | -------------- | ---------------------- |
| Gardien de but | Martin Brodeur | Devils du New Jersey   |
| Défenseur      | Boris Mironov  | Oilers d'Edmonton      |
| Défenseur      | Chris Pronger  | Whalers de Hartford    |
| Attaquant      | Jason Arnott   | Oilers d'Edmonton      |
| Attaquant      | Oleg Petrov    | Canadiens de Montréal  |
| Attaquant      | Mikael Renberg | Flyers de Philadelphie |